# Clazómenas

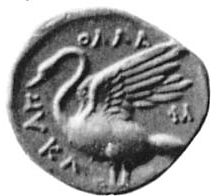
Moneda de Clazómenas con cisne, atributo de la deidad principal de la ciudad: Apolo.

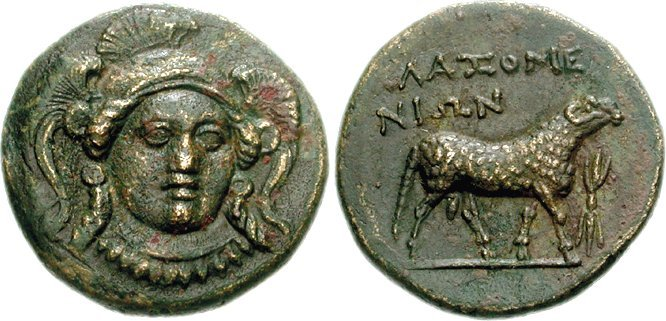
Moneda del de Clazómenas con una cabeza de Atenea, un carnero y la leyenda ΚΛΑΖΟΜΕΝΙΩΝ.

Clazómenas o Clazomene (griego Κλαζομεναί, Klazomenai); fue una antigua polis portuaria de la Antigua Grecia, ubicada en la costa de Anatolia ribereña del mar Egeo. Clazómenes era aliada de la Liga Jónica (o Dodecápolis, que era la confederación de las doce ciudades). 
Durante la revuelta jónica contra los persas, a principios del siglo V a. C., Clazómenas fue mudada a una isla apenas separada de la costa. Según la tradición, Alejandro Magno conectó la isla con el continente mediante una rampa artificial.
En el lugar donde estaba se halla actualmente la ciudad de Urla, que es además un distrito de la provincia de Esmirna, en Turquía. Está situada a 35 km al oeste de la ciudad de Esmirna y tiene una población de 62 439 habitantes (2016). La ciudad es un popular destino turístico de Turquía.  

## Mitología
El dios principal de la ciudad era Apolo. Según el mito, cisnes tiraban del carro en el que Apolo volaba cada año al sur, a su residencia invernal en la tierra de Hiperbórea. Clazómenes era lugar de anidación de una gran cantidad de cisnes, y se piensa que el verbo griego klazo era utilizado para describir la llamada de estos pájaros salvajes. De ahí provendría el nombre de la ciudad. El cisne era, pues, un atributo del dios tutelar local en sus representaciones artísticas, y una partícula dentro del nombre mismo de la ciudad.
Estos signos de identidad son evidentes en las antiguas monedas locales (dracma), que muestran en la cara un rostro de Apolo y en el sello un cisne acompañado de la marca de ceca "Κλαζο" (klazo).
El orientalista Richard Francis Burton, citando el trabajo de un traductor alemán del siglo XVII —Joachim Meier— hace referencia a un culto local posterior al de Apolo: Venus Adversa, que parece haberse relacionado con prácticas homosexuales, pues dio pie a que la palabra clazomenae fuera, en griego coloquial antiguo, el nombre de una indeterminada enfermedad homosexual ("enfermedad sotádica" en palabras de Burton), y por añadidura sirviera como designación familiar y graciosa de las nalgas.
En el Epítome de la Biblioteca mitológica, atribuida al mitógrafo Apolodoro, se involucra a Clazómenas en la guerra de Troya, consignándola como una de las muchas ciudades aliadas de Troya conquistadas por Aquiles.

## Historia

Ubicación relativa de Clazómenes, la vecina Teos y su colonia Abdera (Tracia).

Mapa con algunas de las antiguas ciudades griegas en Jonia, donde se aprecia la ubicación de Clazómenas.

Fue fundada en el siglo IX a. C. por colonos venidos de Fliunte (Peloponeso) y Cleonas (Monte Athos), que, según Pausanias, huían de la conquista de los dorios, junto con los otros jonios que conformaron la Dodecápolis o Panjonio (etimológicamente, unión de "todos los jonios") en la costa occidental del Asia Menor. Fue emplazada originalmente en el istmo que conectaba el continente con la península en que se situaba otra ciudad aliada de la Dodecápolis, la ciudad de Eritras. Según menciona Estrabón, el lugar de la ciudad de Citrio fue donde en un principio se asentó la ciudad de Clazómenas.
Como la principal actividad era el comercio, no es de extrañar que Clazómenas haya seguido el ejemplo de otras ciudades griegas y fundado sus propias colonias, como Abdera en la costa de Tracia. Establecida, según Heródoto, por un tal Timesio en el 650 a. C., este emporio caería después en manos de la ciudad de Teos. Como miembro de una alianza de polis, Clazómenas también participó en el establecimiento de la colonia griega de Naucratis, en Egipto, a principios del siglo VI a. C.
Clazómenas fue atacada a mediados del siglo VI a. C. por Aliates, rey de Lidia. Los lidios fracasaron contra los clazomenios, pero se apoderaron de la cercana Esmirna y del vecino puerto de Colofón, prácticamente rodeando la ciudad.
Los habitantes de la ciudad, alarmados por las conquistas de los persas, se retiraron durante la revuelta jónica de 499 a. C. (o tal vez un poco antes, a fines del siglo VI a. C.) a una de las pequeñas islas de la bahía, y allí refundaron su ciudad. En esta época nació el clazomenio que más fama ha dado a la ciudad: el filósofo y astrónomo Anaxágoras, también llamado «Anaxágoras de Clazomene». El persa Otanes tomó Clazómenas poco después del inicio de la revuelta.
Durante el siglo V a. C., tras la derrota persa en las guerras médicas, se estableció cierto tutelaje ateniense. Pero a mitad de la guerra de Decelia (412 a. C.), la ciudad se rebeló contra la nueva potencia. Después de una breve resistencia, sin embargo, reconoció otra vez la supremacía ateniense y rechazó un ataque de las tropas de Esparta.
Clazómenas y otras ciudades jónicas fueron conquistadas por Persia en 387 a. C., pero la ciudad continuó emitiendo sus propias monedas, lo que permitiría pensar que conservó algunos niveles de autonomía.
La isla fue conectada con el continente por Alejandro Magno por medio de un gran dique o calzada, cuyos restos siguen siendo visibles.
Bajo el dominio del Imperio romano, Clazómenas fue incluida en la provincia romana de Asia y obtuvo beneficios tributarios. Más tarde pasó a manos del Imperio bizantino y fue conquistada en el año 1076 por el jefe turco Chakabey.

## Restos arqueológicos

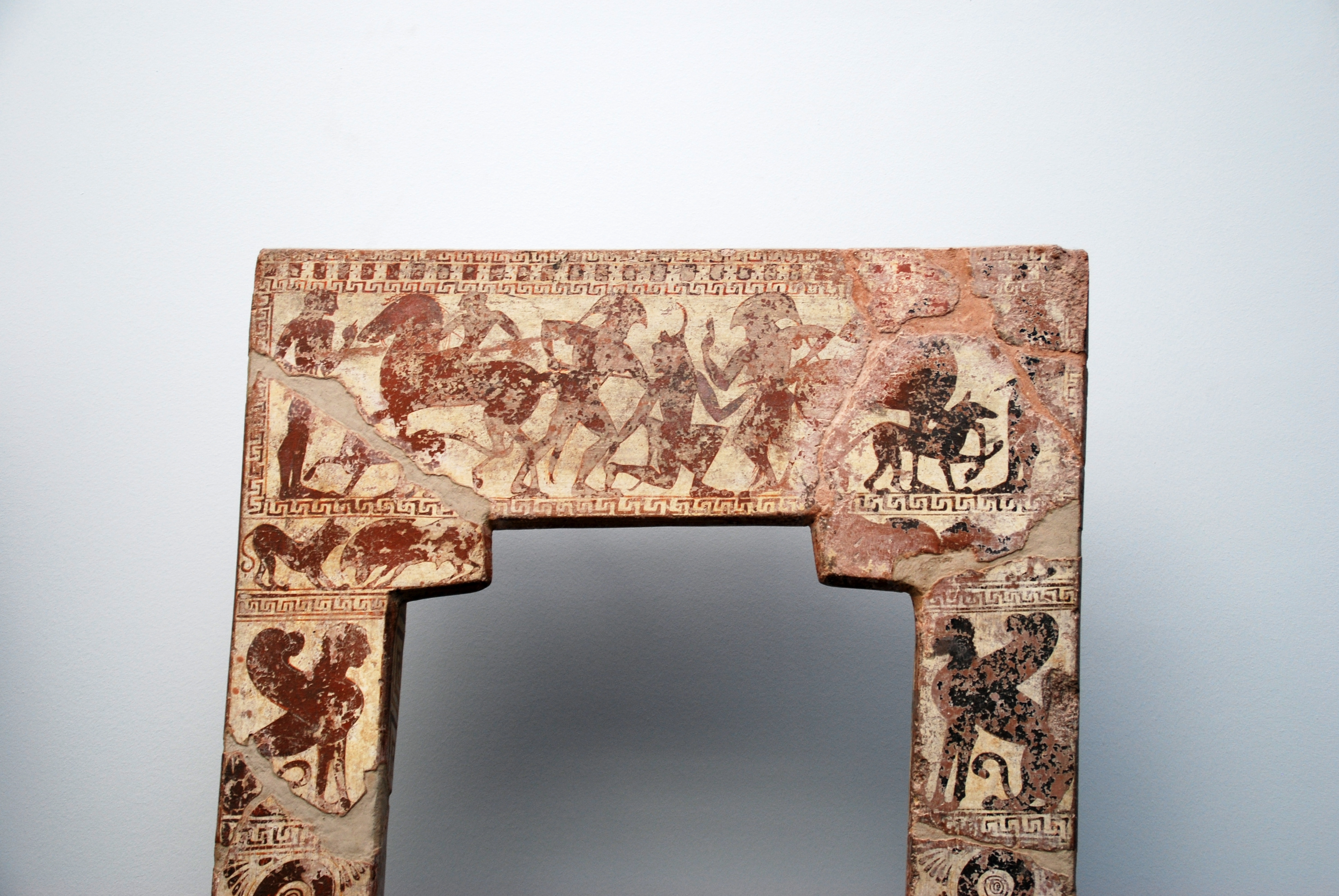
Detalle de uno de los característicos sarcófagos clazomenios pintados.

El sitio arqueológico se puede visitar aún en las proximidades de la moderna ciudad turca de Urla, pero se conserva sólo una pequeña porción de las ruinas de la ciudad. Entre estos se hallan restos de muros, de edificios religiosos y de talleres de producción de aceite de oliva, de cerámica y de metalurgia. Por otra parte, se han excavado varias necrópolis, principalmente de la época arcaica, que han proporcionado abundantes hallazgos. Son famosos los sarcófagos pintados de terracota, que son las obras más apreciadas de la pintura jónica del siglo VI a. C. Muchos de ellos se guardan en los vecinos museos de Esmirna.

## Monedas

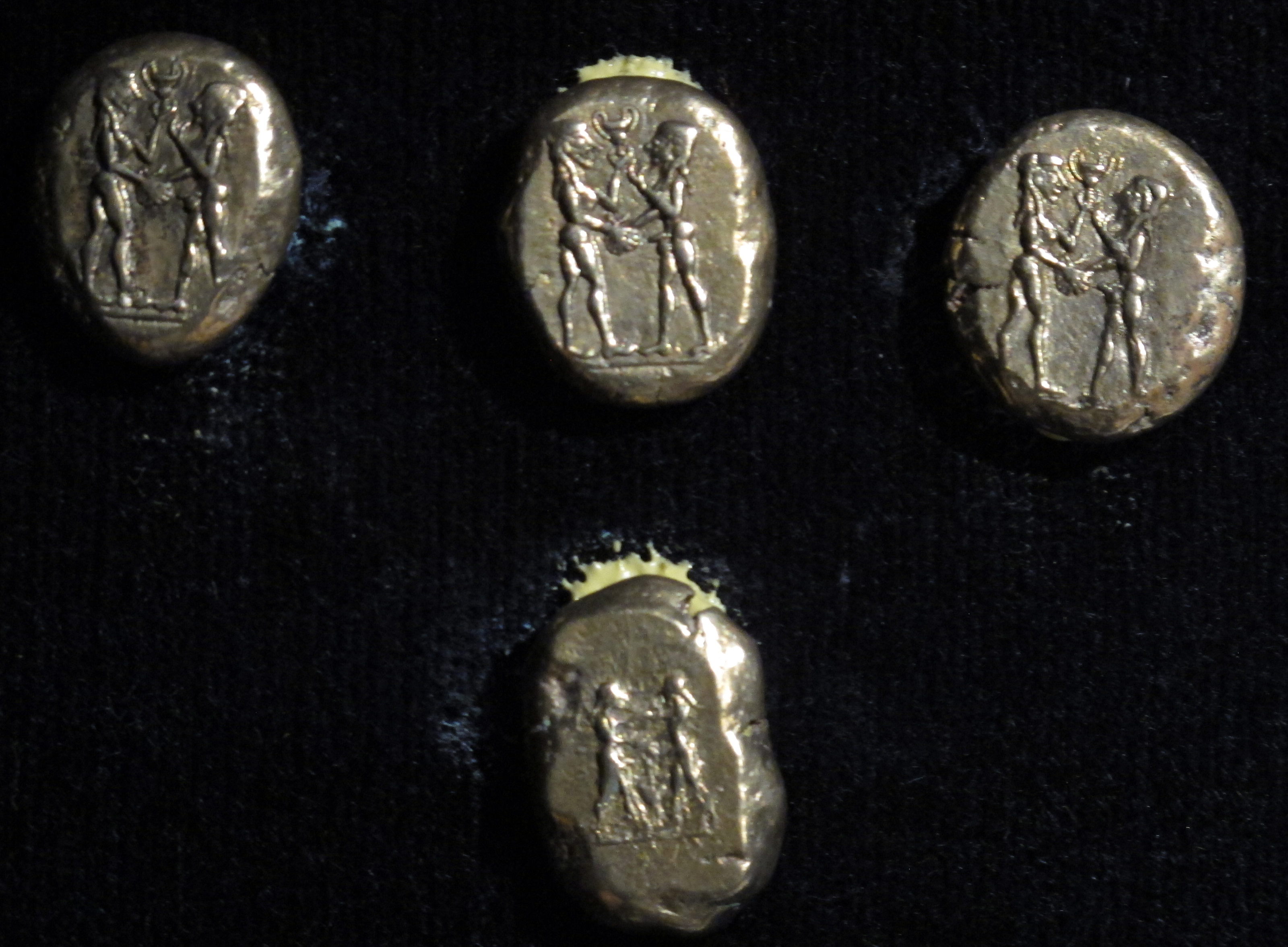
Monedas pertenecientes al controvertido tesoro que los excavadores han fechado en el hallado en el interior de un olpe donde se representan figuras humanas dándose la mano.

Clazómenas emitió monedas de plata y electro desde el siglo VI a. C. Un hallazgo muy destacado que se anunció en 1991 es un tesoro de diez estateros de electro en el interior de un olpe cuyo contexto arqueológico se sitúa hacia 580 a. C. En varias de las monedas aparecen dos figuras masculinas dándose la mano y llevando un cántaro. Si la fecha que se atribuye a las monedas es correcta, sería la representación más antigua conocida de la figura humana en una moneda griega, pero la singularidad del hallazgo ha llevado a algunos estudiosos a cuestionar su cronología e incluso su autenticidad.
Durante los siguientes siglos continuó acuñando monedas principalmente de plata pero también de bronce. Entre los motivos representados en ellas se encuentra un jabalí con alas, una cabeza de Apolo, una cabeza de Atenea, un carnero, un cisne, una gorgona, una cabeza de un hombre barbado y las letras Κ, ΚΛΑ, ΚΛΑΖΟ o ΚΛΑΖΟΜΕΝΙΩΝ inscritas. Por otra parte, son interesantes dos pasajes de Aristóteles sobre decisiones tomadas por la ciudad. Uno señala que, estando la ciudad falta de trigo y de dinero, se decretó que los clazomenios que dispusieran de aceite de oliva lo prestasen a la ciudad, a un cierto interés. Después de ello, alquilaron barcos y enviaron el aceite a determinados puertos comerciales, donde obtuvieron el trigo a cambio. En otra ocasión, al no poder satisfacer la ciudad las pagas debidas a los soldados, la ciudad decidió acuñar moneda de hierro que distribuyó a los más ricos a cambio de moneda de plata. Después, poco a poco, a medida que la ciudad se veía libre de su deuda, fueron retirando las monedas de hierro.
En el periodo helenístico, además de los anteriores, se representaron algunos otros motivos en las monedas, como a Zeus o al filósofo Anaxágoras, entre otros. En época romana se acuñaron, entre otros tipos, monedas de cobre con la leyenda ΣΕΒΑΣΤΟΣ ΚΤΙΣΤΗΣ (Augusto, fundador) y la cabeza del emperador, que probablemente ayudó a la reconstrucción de la ciudad después de un terremoto.

## Clazomenios destacados
- Anaxágoras, filósofo.
- Timesio, fundador de Abdera (Tracia).
- Gesio Floro, procurador romano de Judea cuando estalló la primera guerra judeo-romana.
- Artemón, ingeniero militar, al servicio de Pericles, que reinventó el ariete.
- Hermótimo de Clazómenas, pensador y chamán.

Según algunas versiones sería nativo de Clazómenas:
- Leucipo, filósofo.